# Say It Right
Say It Right (Řekni to správně) je píseň, kterou napsala Nelly Furtado, Timbaland a Danja a stala se čtvrtým singlem z alba Loose, který vydala Furtado v roce 2006.
Píseň je nominována i na cenu Grammy Award v kategorii Nejlepší ženská píseň.

## Informace
Proces napsání této písně začal v nahrávacím studiu jednoho dne kolem čtvrté hodiny ranní, kdy Timbaland doporučoval Furtado, aby už odešla domů, protože byla unavená. Furtado odmítla a začala jamovat. Oba producenti se ke zpěvačce přidali.
Furtado řekla, že v této písni ji inspirovala i kapela Eurytmics.
Píseň Say It Right zazpívala Nelly i na koncertě pro Dianu.

## Recenze
Časopis Billboard napsal o písni, že je podobná písním od skupiny Pussycat Dolls, ale že je to velmi dobrá práce.
Server about.com udělil písni čtyři hvězdičky z pěti možných a popsal píseň jako tahouna k prodeji celé desky Loose.
IGN Music popsali píseň jako jednu z nejlepších momentů na albu, inspirovanou velkou dávkou 80. let.

## Videoklip
Videoklip se natáčel koncem října 2006 v Los Angeles a má ho na svědomí britská dvojice Rankin & Chris.
Klip začíná příletem helikoptéry na přistávací plochu, kde je napsáno jméno zpěvačky, na konci videoklipu tou samou helikoptérou zpěvačka odletí.
Videoklip obdržel i nominaci na MTV Video Music Awards 2007.

## Úspěchy
V USA singl debutoval koncem listopadu 2006 na 93. místě. Za čtrnáct týdnů v hitparádě se píseň dostala až na první místo. Say It Right je druhým singlem v Billboard Hot 100, kterému se to povedlo, prvním byla píseň Promiscuous.
První místo slavila píseň i v Kanadě a stejně úspěšná byla i téměř v celé Evropě. V Německu byla píseň vyhodnocena jako pátá nejúspěšnější za celý rok 2007. A celosvětově byl song Say It Righ dvanáctým nejúspěšnějším za daný rok.
V České republice byla píseň nejhranější písní v českých rádiích. Žebříčku IFPI vévodila na prvním místě celých 17. týdnů od května do září.
| Hitparáda (2007)        | Umístění |
| ----------------------- | -------- |
| Austrálie               | 2        |
| Rakousko                | 2        |
| Brazílie                | 3        |
| Kanada                  | 1        |
| Česko                   | 1        |
| Evropa                  | 1        |
| Francie                 | 1        |
| Německo                 | 2        |
| Maďarsko                | 1        |
| Litva                   | 1        |
| Lotyšsko                | 1        |
| Irsko                   | 12       |
| Izrael                  | 1        |
| Itálie                  | 3        |
| Nizozemsko              | 2        |
| Nový Zéland             | 1        |
| Norsko                  | 2        |
| Polsko                  | 1        |
| Portugalsko             | 1        |
| Filipíny                | 1        |
| Rumunsko                | 1        |
| Španělsko               | 32       |
| Jihoafrická republika   | 1        |
| Švédsko                 | 11       |
| Švýcarsko               | 1        |
| Velká Británie          | 10       |
| USA – Billboard Hot 100 | 1        |
| Svět                    | 2        |

## Úryvek textu
Oh you don't mean nothing at all to me
No you don't mean nothing at all to me
But you got what it takes to set me free
Oh you could mean everything to me